# Тиреокальцитонин
Тиреокальцитонин (кальцитонин) — гормон, вырабатываемый у человека и других млекопитающих  парафолликулярными клетками щитовидной железы. У многих животных, например, рыб, аналогичный по функциям гормон производится не в щитовидной железе (хотя она есть у всех позвоночных животных), а в ултимобранхиальных тельцах и потому называется просто кальцитонином.
Тиреокальцитонин принимает участие в регуляции фосфорно-кальциевого обмена в организме, а также баланса активности остеокластов и остеобластов, функциональный антагонист паратгормона.
Тиреокальцитонин понижает содержание кальция и фосфата (антагонист паратгормона) в плазме крови за счёт усиления захвата кальция и фосфата остеобластами. Он также стимулирует размножение и функциональную активность остеобластов. Одновременно тиреокальцитонин тормозит размножение и функциональную активность остеокластов и процессы резорбции кости.
По химической природе тиреокальцетонин является пептидным гормоном.

## Рецептор
Рецептор кальцитонина обнаружен на остеокластах, в почках, и некоторых частях мозга. Является GPCR и связан субъединицей Gs с аденилатциклазой. Связывание гормона приводит к повышению концентрации cAMP в клетках. Подобное действие, возможно, также имеет место в яичниках женщин и яичках мужчин.